# Choroba skokowa owiec
Choroba skokowa owiec (łac. Encephalomyelitis ovis) − ostra zakaźna wirusowa choroba zwierząt wywoływana przez wirusa choroby skokowej owiec przenoszonego przez kleszcze z gatunku Rhipicephalus appendiculatus i kleszcza pospolitego. Znana także pod innymi nazwami takimi jak: enzootyczne zapalenie mózgu, kleszczowe zapalenie mózgu.

## Wirus
Chorobę wywołuje wirus choroby skokowej owiec (ang. louping ill virus, LIV) – wirus RNA z rodzaju Flavivirus, z rodziny Flaviviridae. Rozpoznano 4 jego szczepy, w języku angielskim nazywające się brytyjskim, irlandzkim, hiszpańskim i tureckim. Wirus osiąga średnicę rzędu 40–50 nm.

## Występowanie
Choroba występuje głównie w Europie, w szczególności w Wielkiej Brytanii i Irlandii, ale stwierdzana również we Francji, Hiszpanii (po raz pierwszy w 1987) i krajach Afryki Południowej. Chorują głównie owce, czasem inne zwierzęta, np. kozy, bydło, świnie, alpaki, psy oraz jeden z podgatunków pardwy mszarnej (Lagopus lagopus scotica). Może wystąpić również u ludzi jako zoonoza.
U zwierząt wirus atakuje głównie móżdżek, u człowieka mózg.
Do objawów należą wzrost temperatury ciała, drżenie mięśni, zaburzenia koordynacji, sporadycznie pojawia się nadwrażliwość na dotyk i dźwięk, zwierzęta poruszają się skokami. Choroba może być śmiertelna.

## Leczenie
Nie istnieją skuteczne terapie, choć istnieje możliwość stosowania szczepień profilaktycznych (u ludzi i owiec).